# Talidomida
La talidomida és un fàrmac teratogènic (que provoca malformacions congènites), que va ser receptat entre els anys 1956 i 1963 com a sedant i com a calmant de les nàusees durant els tres primers mesos de l'embaràs. Com a sedant va tenir un gran èxit popular, ja que no causava gairebé cap efecte secundari i en cas d'ingestió massiva no era letal. Aquest medicament va provocar milers de naixements de nadons afectats de dysmelia (del grec dys, "falta", i melos, "membre"); és a dir, naixien sense braços o sense cames o, en els casos més extrems, sense els quatre membres.
La talidomida afectava els fetus de dues maneres: o bé quan la mare prenia el medicament directament com a sedant o calmant de nàusees o bé quan era el pare qui en prenia, ja que la talidomida afecta l'esperma i transmet els efectes nocius ja en el moment de la concepció. Quan es van comprovar els efectes teratogènics del medicament, aquest va ser retirat amb més o menys celeritat en els països on havia estat receptat sota diferents noms. Espanya va ser dels últims estats a retirar-lo l'any 1963.
La fórmula química de la talidomida és la següent:
C13H10N₂O₄ (pes molecular: 258,23)
La seva estructura química es mostra a la figura de la dreta.
La talidomida va ser receptada sota aquests noms (entre altres): Imidan, Varian, Contergan, Gluto Naftil, Softenon, Noctosediv, Entero-sediv, Entero-Sediv-Suspenso.
A partir del moment en el qual va ser retirada, hi hagué un creixent interès clínic per la talidomida, i va ser introduïda com a agent immunomodulador emprat principalment en combinació amb dexametasona per tractar el mieloma múltiple. El fàrmac és un teratogen potent en els peixos zebra, pollastres, conills i primats, fins i tot en els humans: es poden produir greus defectes de naixement si la talidomida es pren durant l'embaràs.
La talidomida es va vendre en diversos països arreu del món des de l'any 1957 fins al 1961, any en què va ser retirada del mercat després d'haver estat considerada causant de defectes de naixement en allò que va ser anomenat “una de les majors tragèdies mèdiques dels temps moderns”. No se sap exactament el nombre de víctimes del fàrmac que hi ha hagut arreu del món, encara que les estimacions van des d'unes 10.000 persones fins a unes 20.000.
Tot i això, la talidomida ha demostrat que és un tractament viable per diverses condicions mèdiques. Torna a ser receptada en un nombre determinat de països, encara que l'ús continua sent controvertit, incloent-hi la seva prova en les regions en vies de desenvolupament. La tragèdia de la talidomida va donar lloc a un requeriment molt estricte a l'hora de provar els fàrmacs i plaguicides abans que poguessin ser objecte d'autorització.

## L'impacte social de la talidomida
El fàrmac va provocar el que s'anomena la "Catàstrofe de la Talidomida", ja que milers de nadons van néixer arreu del món amb severes malformacions irreversibles. Molts d'aquests nadons en créixer van tenir (i tenen) dificultats per integrar-se a la societat a causa de la seva minusvalidesa.
A més, l'alarma social que va provocar els severs efectes secundaris va fer que els responsables de Sanitat de molts països comencessin a fer un control estricte dels medicaments abans d'aprovar-ne la comercialització. Per exemple, a Alemanya, un dels països més afectats per la talidomida (sota el nom de Contergan), abans de la catàstrofe no existia cap llei ni comissió de control de medicaments. En efecte, després de la catàstrofe, molts països progressivament van començar a promulgar lleis de control dels medicaments i també l'exigència que aquests siguin sotmesos a assaigs farmacològics i provats en animals, a més d'assajos clínics en persones abans de comercialitzar-los.

## Història

### Desenvolupament
La talidomida va ser desenvolupada per la companyia farmacèutica alemanya Grünenthal a Stolberg (Renània) prop d'Aquisgrà, tot i que hi ha qui qüestiona aquesta afirmació.[es necessita una citació] Un article publicat per Martin W. Johnson, director de la Thalidomide Trust al Regne Unit, va esmentar proves trobades per l'autor argentí Carlos De Napoli que suggerien que el medicament havia estat creat, en un principi, com un possible antídot a les toxines nervioses, com ara el sarin, creat per Otto Ambros, un científic nazi que es va incorporar a Grünenthal després de la guerra. La correspondència entre diverses companyies farmacèutiques –la firma francesa Rhône-Poulenc, la qual va estar sota el control nazi al llarg de la guerra; Astra AB, que tenia l'autorització sueca per a la distribució de talidomida; i IG Farben, la firma farmacèutica alemanya– sembla que confirma l'existència del producte anys abans que Grünenthal n'obtingués la patent el 1954.
A més, s'ha mencionat que podria haver-hi alguna relació entre la realització de les proves de la talidomida i els camps d'extermini nazis. Grünenthal ha respost a aquestes acusacions afirmant: “fins on coneixem, no hi havia col·laboració entre Grünenthal i Rhône-Pulenc per al desenvolupament de Contergan/talidomida. Tres empleats de Grünenthal van descobrir la talidomida i Grünenthal és l'inventor de la patent”. Segons explica Grünenthal, el Dr. Heinrich Mückter va ser un dels responsables de la invenció de la talidomida. Altres fonts classifiquen el Dr. Mückter com un incipient farmacèutic que va dur a terme experiments en els temps de guerra sobre presoners polonesos amb l'objectiu de trobar una cura per al tifus, i va causar la mort de molts d'ells en el procés experimental.
De Napoli va suggerir, en una altra ocasió, que la talidomida podria haver estat sintetitzada per primera vegada per científics britànics a la Universitat de Nottingham l'any 1949.
La talidomida, llançada per Grünenthal l'1 d'octubre de 1957, va esdevenir un tranquil·litzant i analgèsic eficaç, i va ser proclamada una “droga miraculosa” per combatre l'insomni, la tos, els refredats i el mal de cap.
També es va veure que era un efectiu antiemètic amb un efecte inhibidor de les nàusees matinals, per la qual cosa milers de dones embarassades la van prendre per tal d'alleujar-ne els símptomes.
Quan la talidomida s'estava desenvolupant, els científics no creien que cap medicament subministrat a una dona embarassada pogués passar a través de la barrera placental i danyar el fetus en creixement.
L'Administració d'Aliments i Fàrmacs (FDA) dels Estats Units no va autoritzar mai la talidomida per a l'ús general; segons el Time Magazine, “En la mitja dotzena dels casos informats als EUA de malformacions en el naixement a conseqüència de la talidomida, el medicament s'havia obtingut a l'estranger”. No obstant això, s'havien distribuït mostres a un nombre de metges com a part d'un assaig clínic, en el qual 20.000 pacients als EUA van rebre talidomida.

### Malformacions de naixement
A finals dels anys 50 i principis dels 60, més de 10.000 nens i nenes de 46 països van néixer amb malformacions com ara la focomèlia, conseqüència de l'ús de talidomida. L'obstetre australià William McBride i el pediatre alemany Widukind Lenz van sospitar una possible relació entre els defectes de naixement i la droga, teoria que Lenz provà el 1961.
Més tard, McBride va rebre una sèrie d'honors, entre els quals una medalla i un premi en metàl·lic pel prestigiós L'Institut de la Vie a París.
Al Regne Unit el medicament va ser autoritzat el 1958. Dels aproximadament 2.000 nadons que van néixer amb defectes, 466 van sobreviure. La droga fou retirada el 1961. El 1968, després d'una llarga campanya del diari The Sunday Times, es va arribar a un acord de compensació per a les víctimes del Regne Unit amb la Distillers Company (ara part de Diageo). Aquesta recompensa, la qual és distribuïda per la Thalidomide Trust al Regne Unit, es va augmentar substancialment per Diageo el 2005. El Govern del Regne Unit va donar als supervivents una concessió de 20 milions de lliures esterlines per ser distribuïdes a través de la Thalidomide Trust, el desembre de 2009. A Alemanya van néixer aproximadament 2.500 bebès talidomida.

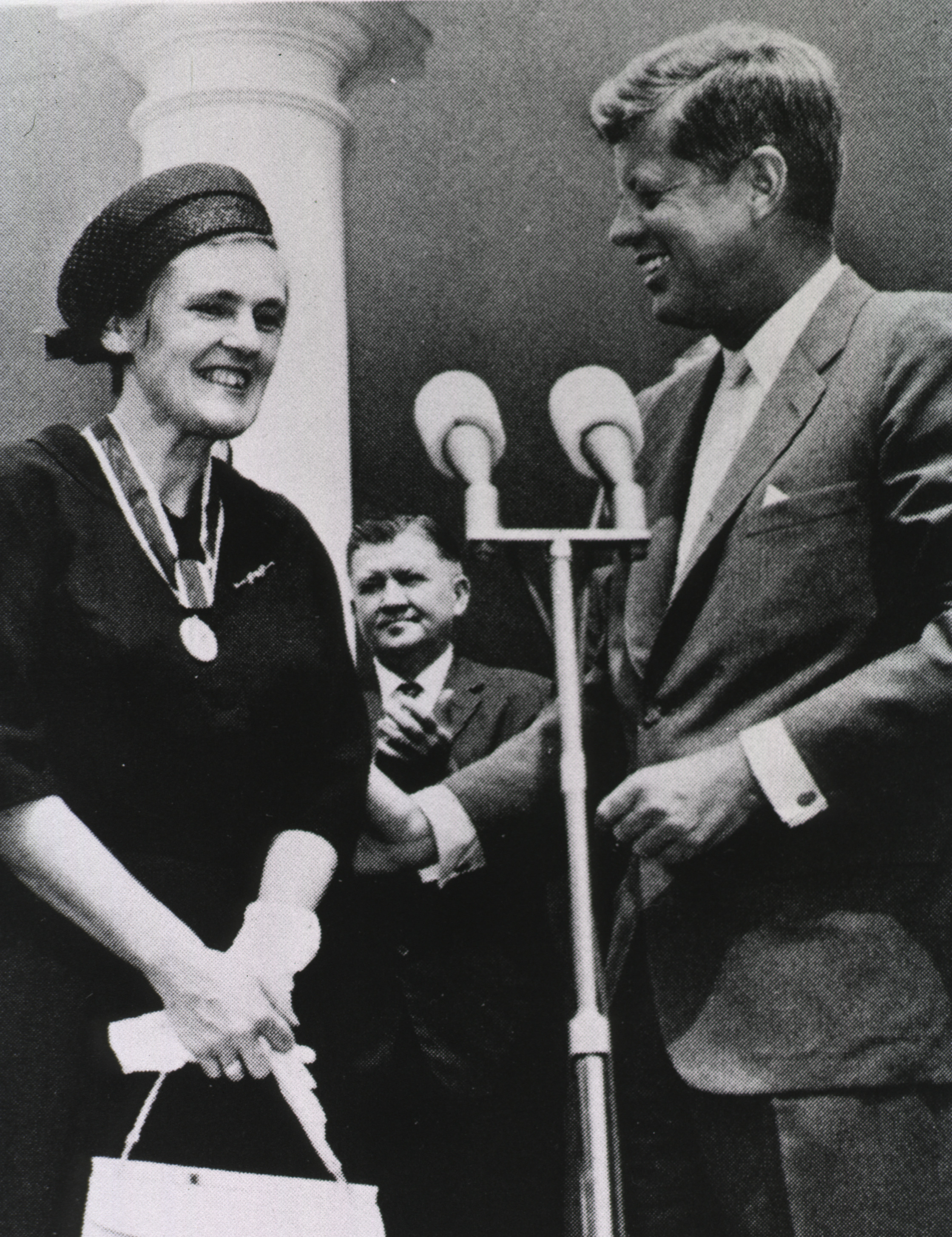
1962: la inspectora Frances Oldham Kelsey rep un premi de part del President John F. Kennedy per haver impedit la venda de talidomida als Estats Units.

Als Estats Units, la farmacòloga i doctora en medicina Frances Oldham Kelsey va refusar l'aprovació per part de la Food and Drug Administration (FDA) de la sol·licitud de Richardson Merrel Company de treure la talidomida al mercat, adduint que calien més estudis, la qual cosa va reduir l'impacte de la talidomida en pacients dels Estats Units. Encara que la venda de talidomida mai no va ser aprovada als EUA, s'havien distribuït grans quantitats de talidomida als metges durant un programa de proves clíniques. En aquell moment ja era impossible saber quantes dones embarassades havien pres talidomida per a combatre les nàusees o com a sedant.
El Canadà va ser el darrer país en aturar les vendes de la droga, a principis de l'any 1962.
El 1962, es van aprovar una sèrie de lleis al Congrés dels Estats Units que exigien que, per tal que un medicament fos aprovat i posat a la venda, aquest hauria d'haver passat una sèrie de proves de seguretat en dones embarassades. Altres països van aprovar lleis similars i la talidomida no va ser receptada ni venuda durant dècades.
Kelsey va rebre, el 1962, el Premi del President per al Distingit Servei Civil Federal, gràcies al fet que va denegar correctament la sol·licitud, malgrat la pressió rebuda per part de Richardson-Merrell. Aquest premi li va ser atorgat en una cerimònia amb el president John F. Kennedy. El setembre de 2010, com es pot veure en un article titulat The Public's Quiet Savior From Harmful Medicine, la FDA va reconèixer el doctor Kelsey amb el primer ‘premi Kelsey'. El premi, concedit anualment a un membre del personal de la FDA, va arribar 50 anys després que el Dr. Kelsey –que aleshores era un nou metge a l'agència¬– examinés per primer cop l'aplicació de la companyia de William S. Merrell de Cincinnati.

### Mecanisme teratogènic
Els investigadors aviat van descobrir que només un dels isòmers òptics de la talidomida era el causant del comportament teratogènic. El parell d'enantiòmers, que són imatges especulars l'un de l'altre, tenen efectes diferents, encara que se sap que l'isòmer que en principi es considera ‘segur' pot convertir-se en un isòmer teratogènic un cop introduït en el cos humà.

### Interès ressorgit
El 1964, Jacob Sheskin, professor de la Universitat Hebrea de Jerusalem a l'Hospital Universitari de Hadassah i el cap de personal i gerent del Hansen Leper Hospital de Jerusalem, van administrar talidomida a un pacient en estat crític amb un eritema nuós leprós (ENL) –una complicació dolorosa de la lepra–per tal de calmar el seu mal, encara que sabien que administrar-li talidomida estava prohibit. El pacient va dormir durant hores i va ser capaç de llevar-se del llit sense ajuda just després d'haver-se despertat. El resultat de l'administració de talidomida va anar seguit de més resultats favorables i d'un assaig clínic. Sheskin va concloure que els pacients que presentaven un ENL experimentaven un alleujament del dolor després de prendre talidomida.
A més, el treball realitzat el 1991 pel doctor Gilla Kaplan de la Universitat de Rockefeller de Nova York va mostrar que la talidomida funciona aplicada a casos de lepra inhibint el factor alfa de la necrosi tumoral. Kaplan també creia que la talidomida podria ser un tractament eficaç contra la SIDA. El doctor es va associar amb Celgene per desenvolupar el potencial de la talidomida en la SIDA i la tuberculosi. Tot i així, els resultats dels assajos clínics per a la SIDA van ser del tot decebedors.
El 1994, el doctor Robert D'Amato, de la Harvard Medical School, va descobrir que la talidomida era un potent inhibidor del creixement de nous vasos sanguinis (afecta l'angiogènesi). Arran d'aquesta descoberta, es van fer nombrosos assajos clínics sobre el possible efecte de la talidomida contra el càncer. El 1997, el doctor Bart Barlogie va informar de l'eficàcia inicial de la talidomida contra el mieloma múltiple. Aquest fet va causar que, més tard, la talidomida fos aprovada als Estats Units per al seu ús en aquest tipus de càncer. La FDA també ha aprovat l'ús del medicament en el tractament de l'END. Actualment, hi ha estudis en curs per a determinar els efectes de la droga en l'aracnoïditis i alguns tipus de càncer. Això no obstant, els metges i els pacients han de passar per un procés especial, conegut com a STEPS, per a prescriure i rebre, respectivament, un tractament de talidomida i així evitar que neixin més nens amb malformacions congènites que siguin atribuïbles al medicament. Celgene ha desenvolupat anàlegs de la talidomida, com la lenalidomida, que són molt més potents i tenen menys efectes secundaris –exceptuant una major mielosupressió. La lenalidomida és més comuna que la talidomida per a tractar el mieloma.
Més recentment, l'Organització Mundial de la Salut (OMS) ha declarat que: 

‘L'OMS no recomana l'ús de la talidomida en la lepra, ja que l'experiència ha demostrat que és pràcticament impossible desenvolupar i implementar un mecanisme de vigilància per a combatre l'abús de la droga. El medicament clofazímia és, ara, un component de la Teràpia Multidroga (MTD), introduït per l'OMS el 1981 com a tractament estàndard per a la lepra i que se subministra de franc a tots els pacients del món.'

### Estats Units
El 16 de juliol de 1998, la FDA va aprovar l'ús de la talidomida per al tractament de lesions associades a l'ENL. A causa del potencial de la talidomida per a causar defectes de naixement, la droga pot ser distribuïda únicament sota condicions estrictament controlades. La FDA va exigir que Celgene Corporatin, que comercialitzava la talidomida al mercat sota la marca Thalidomid, establís un Sistema per a l'Educació i Prescripció Segura de la Talidomida (STEPS) per supervisar el programa. Les condicions requerides pel programa inclouen la limitació de la prescripció i dispensació dels drets només als prescriptors autoritzats i farmàcies, mantenint un registre de tots els pacients amb prescripció de talidomida; l'educació completa dels pacients sobre els riscs associats amb la droga; i oferir les proves periòdiques d'embaràs per a les dones que prenen la droga.
El 26 de maig de 2006, la Food and Drug Administration (FDA) va obtenir l'aprovació per a l'ús de la talidomida en combinació amb dexametasona per al tractament de pacients amb nous diagnòstics de mieloma múltiple (MM). Aquesta aprovació va ser rebuda set anys després que es publiquessin els primers informes mèdics sobre l'eficàcia del tractament, i Celgene es va aprofitar de les oportunitats de mercadejar amb el fàrmac abans que la FDA tingués l'aprovació per al tractament del mieloma. La talidomida, com a droga, es coneix comercialment com a Thalomid i se'n venen més de 300 milions de dòlars l'any, encara que únicament estigui aprovada per al tractament de la lepra.

### Regne Unit
La talidomida està disponible només per a un petit nombre de pacients al Regne Unit, generalment en centres de tractament especial de càncer on tenen lloc els assajos de recerca i on treballen metges especialitzats i amb experiència en el seu ús.

### Brasil
Brasil té la segona taxa més gran de prevalença de lepra al món [necessita cita], i la talidomida ha estat utilitzada pels metges brasilers com la droga escollida per al tractament de l'ENL greu des de 1965. Un estudi publicat el 1996 va informar sobre 33 persones nascudes al Brasil després de 1965 amb l'embriopatia de la talidomida. Des de 1994, la producció, distribució i prescripció de la talidomida ha estat estrictament controlada, però els casos d'embriopaties de talidomida continuen.

### Espanya
A l'estat espanyol un laboratori va vendre productes afectats entre 1957 i 1962. Es calcula que hi ha unes 3.000 persones afectades. El 2013 un jutge de Madrid va reconèixer la seva lluita, però el setembre de 2015 el Tribunal Suprem va descartar indemnitzar-les per prescripció.

## Possibles indicacions
Serioses infeccions, incloent-hi la sèpsia i la tuberculosi, provoquen que el nivell del Factor de Necrosi Tumoral alfa (TNFα) augmenti. El TNFα és un mediador químic del cos, i pot augmentar el procés de desgast dels pacients de càncer. La talidomida pot reduir els nivells de TNFα, i és possible que l'efecte del fàrmac sobre l'ENL sigui causat per aquest mecanisme.
La talidomida, a més, té potents efectes antiinflamatoris que podrien ajudar els pacients d'ENL. El juliol de 1998, la FDA va aprovar l'aplicació de Celgene per distribuir talidomida amb el nom “Talidomida per al tractament d'ENL”. Pharmion Corporation, que va adquirir els drets per distribuir la talidomida a Europa, Austràlia i altres territoris de Celgene, va rebre l'aprovació per al seu ús contra el mieloma múltiple a Austràlia i Nova Zelanda el 2003. La talidomida, juntament amb la dexametasona, és ara la teràpia estàndard contra el mieloma múltiple.
La talidomida també és prescrita pels seus efectes antiinflamatoris sobre el prurigen actínic, una malaltia autoimmunitària de la pell. La talidomida s'ha utilitzat en la dermatosi crònica, amb butllofes, en la infància (CBDR) amb resultats encoratjadors. La neuritis perifèrica pot ser, però, un factor limitant per a l'ús a llarg termini de la talidomida.
La talidomida també inhibeix el creixement de nous vasos sanguinis (angiogènesi), fet que indica que aquesta pot ser útil per al tractament de la degeneració muscular i altres malalties. Aquest efecte ajuda a pacients de SIDA amb sarcoma de Kaposi, encara que hi ha fàrmacs millors i més barats per tractar-lo.
La talidomida pot ser capaç de lluitar contra doloroses i debilitants lesions aftoses de la boca i l'esòfag de pacients amb SIDA, les quals els impedeixen menjar. La FDA va formar un Grup de Treball de la Talidomida el 1994 per aportar coherència entre les seves divisions, amb particular èmfasi en el control de la seguretat. L'agència també va imposar severes restriccions en la distribució de la talidomida a través del programa del Sistema per a l'Educació i Prescripció Segura de la Talidomida (STEPS).
La talidomida també està sent investigada per al tractament dels símptomes del càncer de pròstata, del glioblastoma, el limfoma, l'aracnoïditis, la malaltia de Behçet i la de Crohn. En un petit assaig, els investigadors australians van trobar que la talidomida causava un doblatge del nombre de cèl·lules T en els pacients, la qual cosa permet al seu propi sistema immunitari atacar les cèl·lules canceroses.
Estudis duts a terme amb models animals han suggerit que l'ús d'una teràpia combinada de talidomida i Glucantime podria tenir un benefici terapèutic en el tractament de la Leshmaniasi visceral.
Un estudi publicat l'abril de 2010 analitza la capacitat de la talidomida per induir la maduració dels vasos, que pot ser útil com a estratègia terapèutica per al tractament de malformacions vasculars. La investigació concloïa amb un model experimental de la malaltia genètica de la telangièctasi hemorràgica hereditària.

### Talidomida i mieloma múltiple
La talidomida fou provada per primera vegada en humans com a agent únic per al tractament del mieloma múltiple, el 1996, a causa de la seva activitat antiangiogènica. The New England Journal of Medicine en va publicar un estudi complet el 1999. Des d'aleshores, molts estudis han mostrat que la talidomida, en combinació amb dexametasona, ha incrementat la supervivència de pacients amb mieloma múltiple. La combinació de talidomida i dexametasona, i alguns cops també amb melfalan, és ara un dels més comuns règims per a pacients amb nou diagnòstic de mieloma múltiple, amb una millor taxa de resposta de 60-70%. La talidomida també pot causar efectes secundaris com polineuropatia, fatiga, erupcions a la pell i tromboembolisme venós (VTE), o coàguls de sang, els quals podrien donar lloc a un vessament o un infart de miocardi. Bennet et al. han fet una investigació sistemàtica sobre VTE associada amb la talidomida en pacients amb mieloma múltiple. Van trobar que quan la talidomida era administrada sense profilaxi, les taxes de VTE assolien un nivell del 26%. A causa d'aquestes altes taxes de VTE, associades amb la talidomida en combinació amb dexametasona o doxorubicin, el 2006 es va afegir una advertència de requadre negre al prospecte de la talidomida als EUA, tot indicant que els pacients amb mieloma múltiple que reben talidomida-dexametasona es poden beneficiar simultàniament de la profilaxi de tromboembolisme o aspirina. A més, a causa d'aquests efectes secundaris, nous fàrmacs, tals com la bortezomib (comercialitzada com Velcade) i un derivat de la talidomida, la lenalidomida (comercialitzada com Revlimid), han augmentat la seva popularitat. [necessita cita]

## El mecanisme teratogènic
La talidomida és racèmica, ja que els seus dos isòmers es troben en les mateixes proporcions. Entre les dues formes hi ha diferències notòries. Mentre l'enantiòmer R resulta eficaç com a sedant contra les nàusees matinals característiques de l'embaràs, la forma S és teratogènica.

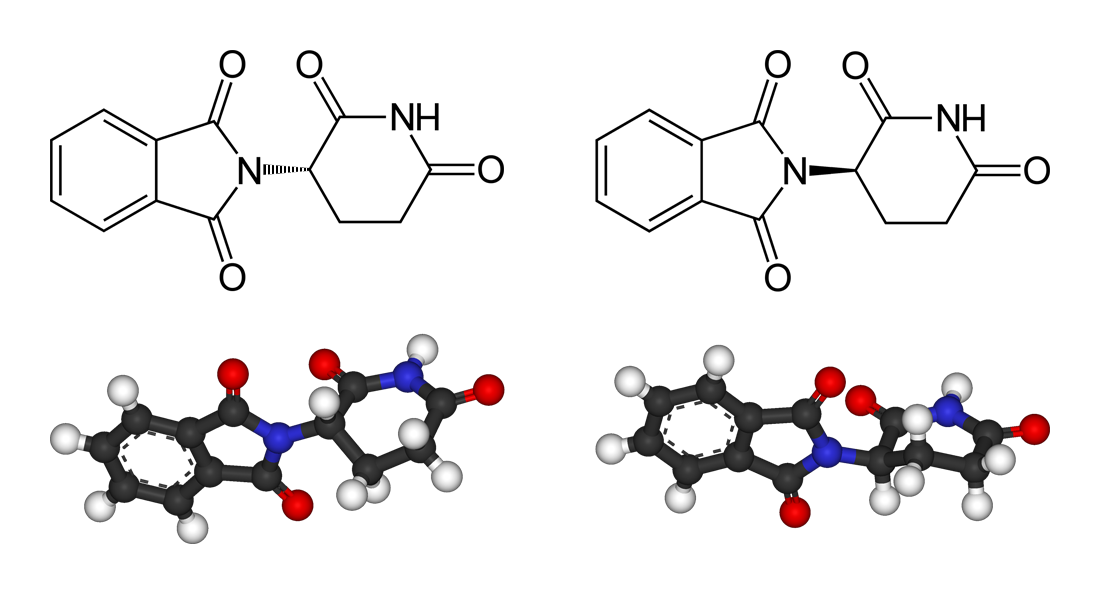
Els dos enantiòmers de la talidomida:
(S)-talidomida
Dreta: (R)-talidomida

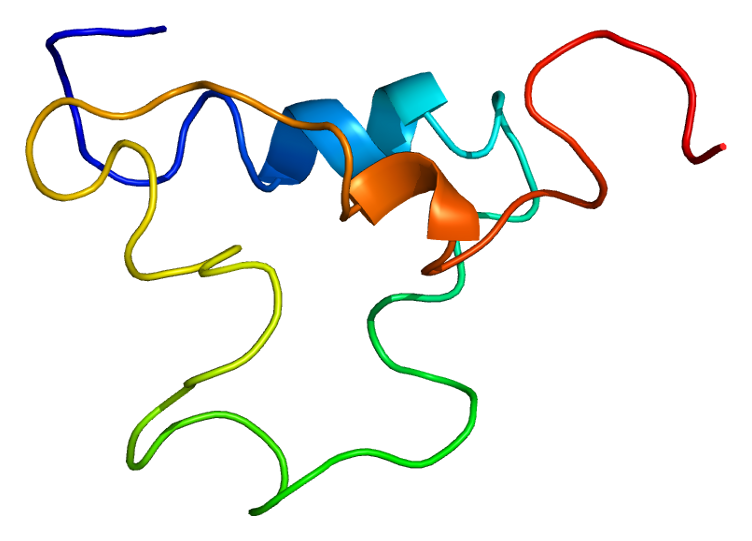
Gen IGF-1.

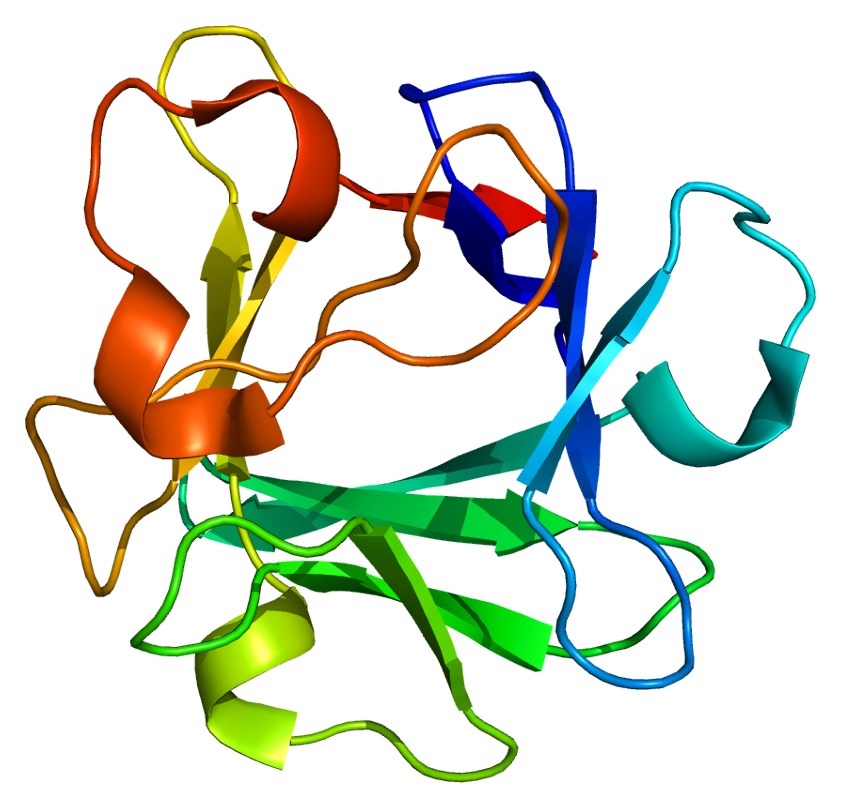
Gen FGF-2, que juntament amb l'IGF-1, activa la producció de la integrina αvβ3, que estimula l'angiogènesi a les extremitats en formació.

Aquests dos enantiòmers poden intercanviar les seves formes in vivo, poden passar de ser R a S, i viceversa. Així doncs, si se li subministra a una persona R-talidomida o S-talidomida, al cap de cert temps, podem trobar tots dos isòmers al mateix sèrum. És per això que encara que només s'administri un tipus d'isòmer, no es pot prevenir l'efecte teratogènic.
El mecanisme teratogènic de la talidomida ha donat lloc a més de 2.000 investigacions i a unes quinze o setze hipòtesis de possibles mecanismes d'acció. Una teoria de l'any 2000 suggeria que la talidomida s'intercala (s'insereix ella mateixa) al DNA, concretament en regions on predomina la presència de guanina (G) i citosina (C). Degut a la seva part glutarimida, la S-talidomida encaixa perfectament al solc del DNA al lloc de les purines. Cada intercalació afecta sobre les regions promotores dels gens que controlen el desenvolupament de les extremitats, les orelles o els ulls com els IGF-I i FGF-2.
Aquests gens, en estat normal, activen la producció de la integrina αvβ3, que es fixa a la superfície cel·lular amb el consegüent dímer d'integrina αvβ3, que estimula l'angiogènesi a les extremitats en formació. Això posteriorment promou el creixement de l'extremitat (IGF-I i FGF-2 són coneguts com a estimuladors de l'angiogènesi). Per tant, amb la inhibició d'aquest seguit de passos, la talidomida impedeix el desenvolupament de les extremitats. L'any 2009 aquesta teoria va rebre un gran suport. Els experiments demostren “de manera concloent que la pèrdua dels vasos sanguinis de nova formació és la causa principal de la teratogènesi que provoca la talidomida, i que les extremitats en desenvolupament són particularment susceptibles perquè, precisament, es troben en ple procés d'angiogènesi (formació dels vasos sanguinis).

### Inactivació de la proteïna cereblon
La talidomida s'uneix i inactiva una proteïna anomenada cereblon, que és important per a la formació de les extremitats. La inhibició de l'activitat enzimàtica del cereblon provoca els efectes teratogènics al desenvolupament fetal. Aquest fet va ser confirmat quan els científics, utilitzant tècniques genètiques, van reduir la producció de cereblon en embrions en formació de pollastre i de peixos zebra. Es va observar que aquests embrions tenien malformacions semblants a aquells que havien estat tractats amb talidomida. Mentre el mecanisme que causa la teratogènesi ha estat establert, el mecanisme d'altres efectes terapèutics continua sense conèixer-se.

## El mecanisme en el mieloma múltiple
La talidomida apareix per inhibir la progressió de la malaltia en el mieloma múltiple per diversos mecanismes, com s'ha observat en experiments en cèl·lules amb mieloma: 
- Inhibició de la producció d'interleucina-6 (IL-6), que és un factor de creixement per a la proliferació de les cèl·lules amb mieloma.[58]
- Activació de les vies d'apoptosi de la cèl·lula mitjançant caspasa-8.[58]
- A nivell mitocondrial, la talidomida indueix la cinasa terminal c-jun (JNK) – alliberament dependent del citocrom c i Smac al citosol de les cèl·lules, afectant l'apoptosi.[58]
- Activació de les cèl·lules o limfòcits T perquè produeixin IL-2, i així alteren la quantitat i les funcions de les cèl·lules assassines naturals (o cèl·lula NK, de l'anglès natural killer), fet que augmenta l'activitat de les cèl·lules citotòxiques.[58]

## Anàlegs de la talidomida
L'observació de les activitats antiangiogènica i immunomodulatòria de la talidomida ha donat lloc a l'estudi i la creació d'anàlegs d'aquesta. L'any 2005, Celgene va rebre l'aprovació de la FDA per la lenalidomida (Revlimid) com el primer derivat comercial útil. Revlimid és l'únic autoritzat per a ser subministrat sota control durant l'embaràs. Actualment, s'estan fent estudis paral·lels per trobar components més segurs amb unes característiques i qualitats aprofitables. Un altre anàleg a la talidomida és la pomalidomida, que encara es troba en la fase clínica del procediment de recerca del medicament. Aquests anàlegs a la talidomida poden utilitzar-se per tractar diferents malalties.

## Persones relacionades amb la malaltia
- Rock Brynner, fill de Yul Brynner, autor de Dark Remedy,[61] que d'adult va prendre talidomida per una alteració immunològica.
- Mat Fraser, músic, actor i artista nascut amb focomèlia a tots dos braços.
- Alvin Law, retransmissor de ràdio, nascut sense braços.
- Louise Medus Mansell, filla de David Mason, que va fer campanyes per incrementar les compensacions per nens afectats per la talidomida, nascuts sense braços o cames.[62]

- Tony Meléndez, cantant i guitarrista premiat que tocava amb els seus peus, conegut internacionalment pel reconeixement rebut del Papa Joan Pau II i el president Ronald Reagan.
- Thomas Quasthoff, baix-baríton conegut internacionalment que s'autodescrivia com un home de “1.34 metres d'alçada, braços curts, set dits (quatre a la dreta i tres a l'esquerra), un cap relativament ben format, ulls marrons, llavis distingits i de professió: cantant.”[63]

- Niko von Glasow, que va produir un documental el 2008 anomenat Nobody's perfect, basat en les vides de dotze persones afectades pel medicament.[64][65]

- Terry Wiles, nascut amb focomèlia a tots dos braços i a ambdues cames, que ha estat reconegut internacionalment pel programa de televisió On Giant's Shoulders i el llibre amb el mateix nom.
- Un llibre de ficció, Thalidomide Kid, de l'autora Kate Rigby. Descriu una història sobre un noi nascut sense braços que afronta el dolor i els prejudicis durant la dècada dels 70.[66]

## La talidomida avui dia
En l'actualitat, la talidomida es torna a receptar, amb permís de l'OMS, en alguns països, perquè s'ha comprovat la seva eficàcia contra malalties com la lepra i certs tipus de càncer. També es pot trobar a la venda a Internet, però aquest tipus de venda és totalment fraudulenta. El que no es pot evitar, encara, són els nocius efectes secundaris en els fetus que té aquest medicament i que continua provocant naixements de nens amb greus malformacions. Es coneixen casos de naixements de nens amb dismèlia a Etiòpia i al Brasil, fills de pares tractats amb talidomida.